# Alan Ball (labdarúgó, 1945)
Alan James Ball, Jr., MBE (Farnworth, 1945. május 12. – Warsash, 2007. április 25.) világbajnok angol válogatott labdarúgó, edző.
Az angol válogatott tagjaként részt vett az 1966-os és az 1970-es világbajnokságon, illetve az 1968-as Európa-bajnokságon.

## Sikerei, díjai
Everton
- Angol bajnok (1): 1969–70
- Angol kupadöntős (1): 1967–68
- Angol szuperkupa (1): 1970

Arsenal
- Angol kupadöntős (1): 1971–72

Southampton
- Angol ligakupadöntős (1): 1978–79

Anglia
- Világbajnok (1): 1966
- Európa-bajnoki bronzérmes (1): 1968